# Vieww

Schematischer Aufbau des Vieww GLT-Systems

Vieww ist ein deutscher Spezialist für bildliche Echtzeit-Analysen im Sport. Das FIFA-zertifizierte 4D-System basiert auf intelligenten Kameras, die ständig mikrosekundengenau synchronisiert sind. Neben der automatischen Torerkennung liefern alle Kameras 200 HD Bilder pro Sekunde, die für die Analyse und Untersuchung kritischer Torraumszenen auf Abruf zur Verfügung stehen. 
Die Vieww konnte durch die Verbindung von Torlinien- (GLT), Abseitslinien- (VOL) und Video-Schiedsrichter-Technologie (VAR) die Möglichkeit bieten, den Nutzer jedes kleinste Detail sehen zu lassen und so die beste Entscheidung zu ermöglichen.

## Geschichte
Vieww wurde ursprünglich unter dem Namen GoalControl von der gleichnamigen Firma in Würselen entwickelt und im März 2013 von der FIFA als Torlinientechnologie lizenziert. Später wurden sowohl Produkt als auch Firma umbenannt in Vieww, und der Hauptsitz der Firma zunächst nach Eschweiler und später nach Aachen verlegt.
In Deutschland ist der Tivoli, die Heimspielstätte von Alemannia Aachen, seit dem 14. April 2014 das erste Stadion mit einer FIFA-zertifizierten Torlinientechnik-Installation. Hier kann das System auch besichtigt und vorgeführt werden.
Vieww wurde (damals noch als GoalControl) 2014 in Brasilien erstmals bei einer Weltmeisterschaft eingesetzt. 
Beim Gruppenspiel Frankreich gegen Honduras wurde das System nach einem Schuss von Karim Benzema und einem anschließenden Eigentor von Noel Valladares erstmals bei einem WM-Spiel zur Anerkennung eines Treffers und Bestimmung des Torschützen herangezogen.
Seit der Saison 2015/2016 wird es in der französischen ersten Liga, der Ligue 1, in allen 20 Stadien eingesetzt. Der Vertrag läuft bis 2019.
Zu Beginn der Fußballsaison 2017/18 haben der ehemalige Fußballspieler Simon Rolfes und sein Geschäftspartner Markus Elsässer die Leitung der Firma übernommen.
Das System zur Erkennung eines Tores wird neben dem portugiesischen nun auch im französischen Ligapokal eingesetzt.

## Technik
Vieww-4D verwendet pro Tor sieben am Stadiondach angebrachte Kameras und funktioniert, laut Hersteller, mit jedem Ball und jedem Tor. Die Kameras sind Hochgeschwindigkeitskameras, die pro Sekunde 500 Bilder produzieren. Die Daten laufen über ein Glasfaserkabel zu einem Rechner, der die Position des Balles auf fünf Millimeter genau berechnet. Eine Kombination von GoalControl (für die Ortung) und GoalRef (für die Anzeige) wurde von der FIFA zur Erprobung beim Konföderationen-Pokal 2013 ausgewählt.
GoalControl-4D kam bei der FIFA-Klub-Weltmeisterschaft 2013 in Marokko zum Einsatz. Zusätzlich kam (für die Anzeige) das System GoalControl Replay zum Einsatz. Damit wurden Animationen von strittigen Torszenen erstellt und den Stadionbesuchern auf großen Anzeigetafeln sowie den Fernsehzuschauern am Bildschirm gezeigt. Diese Animationen machten sichtbar, ob ein Ball die Torlinie tatsächlich in vollem Umfang überquert hatte, eine notwendige Bedingung für ein korrektes Tor.